# NTSC
NTSC(←National Television System Committee에서 유래)는 1941년에 발표되고 채택된 최초의 미국 아날로그 텔레비전 표준이다. 1961년에는 시스템 M이라는 명칭이 부여되었다. 또한 EIA 표준 170으로도 알려져 있다.
1953년에는 두 번째 NTSC 표준이 채택되었는데, 기존의 흑백 수상기와 호환되는 컬러 텔레비전 방송을 허용했다. 이는 PAL 및 SÉCAM과 함께 아날로그 텔레비전의 세 가지 주요 컬러 포맷 중 하나이다. NTSC 컬러는 일반적으로 시스템 M과 관련이 있으며, 이 조합은 때때로 NTSC II라고 불린다. NTSC 컬러를 사용한 유일한 다른 텔레비전 방송 시스템은 시스템 J였다. 브라질은 PAL 컬러가 있는 시스템 M을 사용했다. 베트남, 캄보디아, 라오스는 SECAM 컬러가 있는 시스템 M을 사용했으며, 베트남은 1990년대 초반에 PAL을 사용하기 시작했다.
NTSC/시스템 M 표준은 아메리카 대부분 지역(아르헨티나, 브라질, 파라과이 및 우루과이 제외), 미얀마, 대한민국, 중화민국, 필리핀, 일본 및 일부 태평양 섬 국가 및 지역에서 사용되었다(지도 참조).
디지털 소스(예: DVD)의 도입 이후, NTSC라는 용어는 480에서 487 사이의 활성 라인 수와 초당 30 또는 29.97 프레임 속도를 갖는 디지털 형식을 지칭하는 데 사용되어 시스템 M의 디지털 약어로 사용된다. 소위 NTSC-Film 표준은 DVD-Video용 720 × 480 픽셀, 슈퍼 비디오 CD (SVCD, 가로세로비: 4:3)용 480 × 480 픽셀, 비디오 CD (VCD)용 352 × 240 픽셀의 디지털 표준 해상도를 갖는다. NTSC와 동등한 디지털 비디오 (DV) 캠코더 형식은 720 × 480 픽셀이다. 디지털 텔레비전 (DTV)과 동등한 것은 704 × 480 픽셀이다.

## 역사
내셔널 텔레비전 시스템 위원회는 1940년 연방 통신 위원회 (FCC)에 의해 미국에서 전국 아날로그 텔레비전 시스템 도입을 둘러싼 기업 간의 갈등을 해결하기 위해 설립되었다. 1941년 3월, 위원회는 1936년 라디오 제조업자 협회(RMA)의 권고를 기반으로 한 흑백 텔레비전 기술 표준을 발표했다. 잔류 측파대(VSB) 기술의 기술적 발전은 이미지 해상도를 높일 기회를 제공했다. NTSC는 RCA의 441 스캔 라인 표준(이미 RCA의 NBC TV 네트워크에서 사용 중)과 필코 및 두몽이 스캔 라인 수를 605에서 800 사이로 늘리려는 욕구 사이의 타협으로 525 스캔 라인을 선택했다. 표준은 초당 30 프레임(이미지)의 프레임 레이트를 권장했으며, 이는 필드당 262.5 라인과 초당 60 필드로 구성된 두 개의 비월 주사된 필드로 이루어져 있었다. 최종 권장 사항의 다른 표준은 가로세로비 4:3과 음성 신호용 주파수 변조 (FM)(당시에는 매우 새로운 것이었다).
1950년 1월, 위원회는 컬러 텔레비전 표준화를 위해 재구성되었다. FCC는 1950년 10월 405 라인 필드 순차 컬러 텔레비전 표준을 잠시 승인했는데, 이는 CBS가 개발한 것이었다. CBS 시스템은 기존 흑백 수상기와 호환되지 않았다. 회전하는 컬러 휠을 사용하고, 스캔 라인 수를 525개에서 405개로 줄이고, 필드 속도를 60Hz에서 144Hz로 늘렸지만, 유효 프레임 레이트는 초당 24프레임에 불과했다. 경쟁사인 RCA의 법적 조치로 인해 시스템의 상업적 사용은 1951년 6월까지 방송되지 못했고, 정규 방송은 6.25 전쟁으로 인해 10월 오피스 오브 디펜스 모빌리제이션(Office of Defense Mobilization)에 의해 모든 컬러 텔레비전 세트 제조가 금지되기 전까지 몇 달 동안만 지속되었다. CBS 시스템의 변형은 나중에 NASA에서 우주에서 우주비행사 사진을 방송하는 데 사용되었다. CBS는 1953년 3월에 시스템을 철회했고, FCC는 1953년 12월 17일에 RCA와 필코를 포함한 여러 회사가 협력하여 개발한 NTSC 컬러 표준으로 이를 대체했다.
1953년 12월, FCC는 현재 NTSC 컬러 텔레비전 표준(나중에 RS-170a로 정의됨)이라고 불리는 것을 만장일치로 승인했다. 호환되는 컬러 표준은 당시 사용 중이던 기존 흑백 텔레비전 세트와의 완전한 하위 호환성을 유지했다. 컬러 정보는 정확히 315/88 MHz (일반적으로 3.579545 MHz ± 10 Hz로 설명됨)의 컬러 부반송파를 도입하여 흑백 이미지에 추가되었다. 정확한 주파수는 크로미넌스 신호의 수평 라인 속도 변조 성분이 루미넌스 신호의 수평 라인 속도 변조 성분 사이에 정확히 오도록 선택되었으므로, 크로미넌스 신호는 새로운 텔레비전 세트의 루미넌스 신호에서 쉽게 필터링될 수 있었고, 기존 텔레비전에서는 최소한으로만 눈에 띄게 나타났다. 컬러 표준이 제정될 당시 주파수 분할기 회로의 한계로 인해, 컬러 서브캐리어 주파수는 작은 정수, 이 경우 5×7×9/(8×11) MHz로 구성된 복합 주파수로 구성되었다. 수평 라인 속도는 15,750 라인/초에서 약 15,734 라인/초 (3.579545 × 2/455 MHz = 9/572 MHz)로 감소되었고, 프레임 속도는 30 프레임/초에서 30/1.001 ≈ 29.970 프레임/초 (수평 라인 속도를 525 라인/프레임으로 나눈 값)로 감소되었다. 이러한 변화는 0.1 퍼센트에 해당하며 당시 기존 텔레비전 수상기에서는 쉽게 허용되었다.
NTSC "호환 컬러" 시스템을 사용한 최초의 공개 네트워크 텔레비전 프로그램 방송은 1953년 8월 30일 NBC의 Kukla, Fran and Ollie 에피소드였지만, 이는 네트워크 본사에서만 컬러로 볼 수 있었다. NTSC 컬러의 전국적인 시청은 다음 해 1월 1일 토너먼트 오브 로지스 퍼레이드의 해안 간 방송과 함께 시작되었는데, 이는 전국 각지의 특별 발표회에서 시제품 컬러 수신기로 볼 수 있었다. 최초의 컬러 NTSC 텔레비전 카메라는 1953년 실험 방송에 사용된 RCA TK-40이었고, 1954년 3월에 도입된 개선된 버전인 TK-40A는 상업적으로 판매된 최초의 컬러 텔레비전 카메라였다. 그해 말, 개선된 TK-41은 1960년대 대부분 동안 사용된 표준 카메라가 되었다.
NTSC 표준은 아메리카와 일본을 포함한 다른 나라에서도 채택되었다.

## 디지털 전환
디지털 텔레비전의 도래와 함께 아날로그 방송은 대부분 단계적으로 중단되었다. 대부분의 미국 NTSC 방송사는 2009년 2월 17일까지 아날로그 송신기를 폐쇄하도록 FCC의 요구를 받았지만, 이는 나중에 2009년 6월 12일로 연기되었다. 저전력 방송국, 클래스 A 방송국 및 중계국은 2015년까지 폐쇄해야 했지만, FCC의 연장으로 일부 방송국은 2021년 7월 13일까지 채널 6에서 계속 운영할 수 있었다. 2011년 의무 전환 대상이 아니었던 나머지 캐나다 아날로그 TV 송신기는 Innovation, Science and Economic Development Canada가 2017년에 발표한 일정에 따라 2022년 1월 14일까지 폐쇄될 예정이었다. 그러나 아날로그로 계속 방송되는 여러 방송국(예: CFJC-TV 캄룹스)의 예정된 전환 날짜는 이미 지났으며, 이 방송국은 2020년 11월 20일까지 전환해야 한다고 명시되어 있다.
NTSC 표준을 사용하는 대부분의 국가와 다른 아날로그 텔레비전 표준을 사용하는 국가들은 새로운 디지털 텔레비전 표준으로 전환했거나 전환 중이며, 전 세계적으로 최소 4가지 다른 표준이 사용되고 있다. 북미, 중앙아메리카 일부 지역, 대한민국은 ATSC 표준을 채택하거나 채택했지만, 일본과 같은 다른 국가들은 ATSC 대신 다른 표준을 채택하거나 채택했다. 거의 70년 만에 미국의 대부분의 공중파 NTSC 전송은 2009년 6월 12일에 중단되었으며, 캐나다와 대부분의 다른 NTSC 시장에서는 2011년 8월 31일에 중단되었다. 일본의 대부분의 NTSC 전송은 2011년 7월 24일에 종료되었으며, 이와테, 미야기, 후쿠시마현은 다음 해에 종료되었다. 2013년 시범 프로그램을 거쳐 멕시코의 대부분의 풀파워 아날로그 방송국은 2015년에 10회에 걸쳐 방송을 중단했으며, 약 500개의 저전력 및 중계 방송국은 2016년 말까지 아날로그로 유지될 수 있도록 허용되었다. 디지털 방송은 고해상도 텔레비전을 허용하지만, 디지털 표준 화질 텔레비전은 아날로그 NTSC 표준에 의해 확립된 프레임 레이트와 해상도 라인 수를 계속 사용한다.

## 기술적인 세부 사항

### 해상도 및 주사율
NTSC 컬러 인코딩은 시스템 M 텔레비전 신호와 함께 사용되며, 이 신호는 초당 30⁄1.001 (약 29.97) 비월 주사된 비디오 프레임으로 구성된다. 각 프레임은 두 개의 필드로 이루어져 있으며, 각 필드는 262.5 스캔 라인으로 구성되어 총 525 스캔 라인을 이룬다. 보이는 래스터는 486 스캔 라인으로 구성된다. 나중에 디지털 표준인 Rec. 601은 이 중 480개 라인만 보이는 래스터로 사용한다. 나머지(수직 귀선 기간)는 수직 동기화 및 되돌림을 허용한다. 이 공백 기간은 원래 수신기 브라운관의 전자빔을 단순히 공백 처리하여 초기 TV 수신기의 간단한 아날로그 회로와 느린 수직 되돌림을 허용하도록 설계되었다. 그러나 현재는 이러한 라인 중 일부가 클로즈드 캡션 및 수직 간격 타임코드 (VITC)와 같은 다른 데이터를 포함할 수 있다. 완전한 래스터에서 (비월 주사로 인한 절반 라인은 무시), 짝수 스캔 라인(비디오 신호에서 세어질 때 짝수일 경우 다른 라인, 예: {2, 4, 6, ..., 524})은 첫 번째 필드에 그려지고, 홀수 스캔 라인(비디오 신호에서 세어질 때 홀수일 경우 다른 라인, 예: {1, 3, 5, ..., 525})은 두 번째 필드에 그려져, 60⁄1.001 Hz (약 59.94 Hz)의 필드 재생 빈도에서 깜박임 없는 이미지를 생성한다. 비교를 위해 625 라인(576개 보임) 시스템은 일반적으로 PAL-B/G 및 SÉCAM 컬러와 함께 사용되므로 수직 해상도가 높지만, 초당 25 프레임 또는 50 필드의 낮은 시간 해상도를 갖는다.
흑백 시스템의 NTSC 필드 재생 빈도는 원래 미국에서 사용되는 교류 전력의 공칭 60 Hz 주파수와 정확히 일치했다. 전력원에 재생 빈도를 일치시키는 것은 인터모듈레이션(intermodulation, 혼변조라고도 함)을 피했는데, 이는 화면에 움직이는 막대를 생성한다. 전력에 재생 빈도를 동기화하는 것은 우연히도 키네스코프 카메라가 초기 라이브 텔레비전 방송을 기록하는 데 도움이 되었다. 이는 교류 주파수를 사용하여 동기 AC 모터 구동 카메라의 속도를 설정함으로써 각 필름 프레임에 비디오의 한 프레임을 캡처하도록 영화 카메라를 동기화하는 것이 매우 간단했기 때문이다. 이것은 위에서 언급했듯이 원래 흑백 시스템에서 NTSC 필드 재생 빈도가 작동하는 방식이다. 그러나 시스템에 색상이 추가되었을 때, 재생 빈도는 음성 및 컬러 반송파 사이의 차이 주파수에서 고정된 점 패턴을 제거하기 위해 0.1%만큼 약간 아래로 이동하여 약 59.94 Hz가 되었다(아래 § Color encoding 참조). 프레임 레이트가 색상을 수용하기 위해 변경될 무렵에는 카메라 셔터를 비디오 신호 자체에서 트리거하는 것이 거의 쉬웠다.
525라인이라는 실제 수치는 당시 진공관 기반 기술의 한계 때문에 선택되었다. 초기 TV 시스템에서는 마스터 전압 제어 발진기가 수평 라인 주파수의 두 배로 작동했고, 이 주파수는 사용되는 라인 수(이 경우 525)로 나뉘어 필드 주파수(이 경우 60Hz)를 제공했다. 이 주파수는 60Hz 전력선 주파수와 비교되었고, 불일치는 마스터 발진기의 주파수를 조정하여 수정되었다. 비월 주사 방식의 스캐닝을 위해서는 홀수 필드와 짝수 필드에 대해 수직 되돌림 거리를 동일하게 만들기 위해 프레임당 홀수 라인 수가 필요했으며, 이는 마스터 발진기 주파수가 홀수로 나뉘어야 함을 의미했다. 당시 주파수 분할의 유일한 실용적인 방법은 진공관 멀티바이브레이터 체인을 사용하는 것이었고, 전체 분할 비율은 체인의 분할 비율의 수학적 곱이었다. 홀수의 모든 요인도 홀수여야 하므로, 체인의 모든 분배기도 홀수로 나누어야 했으며, 이는 진공관 장치의 열 드리프트 문제로 인해 상대적으로 작아야 했다. 이러한 기준을 충족하는 500에 가장 가까운 실용적인 시퀀스는 3×5×5×7=525였다. (같은 이유로 625라인 PAL-B/G 및 SECAM은 5×5×5×5, 구 영국 405라인 시스템은 3×3×3×3×5, 프랑스 819라인 시스템은 3×3×7×13 등을 사용했다.)

### 비색법

1931 CIE 색도도, 검정색은 SMPTE C, 흰색은 NTSC 1953 색역을 보여준다.

비색법은 시스템 및 그 구성 요소의 특정 비색학적 특성을 의미하며, 사용되는 특정 원색, 카메라, 디스플레이 등을 포함한다. NTSC 컬러는 역사적으로 두 가지 명확하게 정의된 비색학적 특성을 가졌다. 이들은 첨부된 색도도에 NTSC 1953과 SMPTE C로 표시되어 있다. 제조업체는 기술적, 경제적, 마케팅 및 기타 이유로 여러 변형을 도입했다.
| 색 공간 | 연도 | 백색점 | 백색점 | 상관 색온도 | 원색 (CIE 1931 xy) | 원색 (CIE 1931 xy) | 원색 (CIE 1931 xy) | 원색 (CIE 1931 xy) | 원색 (CIE 1931 xy) | 원색 (CIE 1931 xy) | 디스플레이 감마 EOTF |
| 색 공간 | 연도 | x      | y      | k           | Rx                 | Ry                 | Gx                 | Gy                 | Bx                 | By                 | 디스플레이 감마 EOTF |
| ------- | ---- | ------ | ------ | ----------- | ------------------ | ------------------ | ------------------ | ------------------ | ------------------ | ------------------ | -------------------- |
| NTSC    | 1953 | 0.310  | 0.316  | 6774 (C)    | 0.67               | 0.33               | 0.21               | 0.71               | 0.14               | 0.08               | 2.2                  |
| SMPTE C | 1987 | 0.3127 | 0.329  | 6500 (D65)  | 0.63               | 0.34               | 0.31               | 0.595              | 0.155              | 0.07               | 2.2                  |

참고: 표시된 색상은 근사치이며 충실한 재현을 위해서는 넓은 색역 디스플레이가 필요하다.

#### NTSC 1953
원래의 1953년 컬러 NTSC 사양은 미국 연방 규정집의 일부로, 위 표에 표시된 바와 같이 시스템의 비색학적 값을 정의했다.
RCA의 CT-100과 같은 초기 컬러 텔레비전 수신기는 이 사양(당시의 영화 표준에 기반함)에 충실했으며, 오늘날 대부분의 모니터보다 넓은 색역을 가졌다. 그들의 낮은 효율의 형광체(특히 빨강)는 약하고 잔상이 길어 움직이는 물체 뒤에 흔적을 남겼다. 1950년대 후반부터 영상관 형광체는 밝기 증가를 위해 채도를 희생했으며, 수신기 및 방송사 모두에서 표준에서 벗어난 이러한 편차는 상당한 색상 변화의 원인이 되었다.

#### SMPTE C
보다 균일한 색상 재현을 보장하기 위해 일부 제조업체는 세트에 색상 보정 회로를 통합하여 위에서 나열된 비색 값을 위해 인코딩된 수신 신호를 모니터 내에서 사용되는 실제 형광체 특성에 맞게 조정했다. 이러한 색상 보정은 비선형 감마 보정된 전송 신호에서 정확하게 수행될 수 없으므로, 조정은 근사치에 불과하며 고채도 색상에 대해 색조 및 휘도 오류를 유발한다.
마찬가지로 방송사 단계에서 1968-69년 Conrac Corporation은 RCA와 협력하여 방송용 컬러 그림 비디오 모니터에 사용될 제어된 형광체 세트를 정의했다. 이 사양은 오늘날 SMPTE C 형광체 사양으로 남아 있다.
가정용 수신기와 마찬가지로, 스튜디오 모니터에도 유사한 색 보정 회로를 통합하여 방송사들이 FCC 표준에 따라 원래의 1953년 비색 값을 위해 인코딩된 그림을 전송하도록 권장되었다.
1987년에 미국 영화 텔레비전 기술자 협회 (SMPTE) 텔레비전 기술 위원회 산하 스튜디오 모니터 색도 워킹 그룹은 추천 관행 145에서 SMPTE C (Conrac) 형광체를 일반적인 용도로 채택했다. 이에 따라 많은 제조업체는 SMPTE 표준 170M, "Composite Analog Video Signal – NTSC for Studio Applications" (1994)에서 승인된 바와 같이 색 보정 없이 SMPTE C 색도를 직접 인코딩하도록 카메라 설계를 수정했다. 결과적으로 ATSC 디지털 텔레비전 표준은 480i 신호의 경우, 전송 스트림에 색도 데이터가 포함되지 않는 한 SMPTE C 색도가 가정되어야 한다고 명시하고 있다.
일본 NTSC는 주색과 백색점을 SMPTE C로 변경하지 않고 1953년 NTSC 주색과 백색점을 계속 사용했다. PAL과 SÉCAM 시스템도 1970년까지 원래의 1953년 NTSC 색도를 사용했다. 그러나 NTSC와는 달리, 유럽 방송 연합(EBU)은 그해 수신기와 스튜디오 모니터의 색 보정을 거부하고 대신 모든 장비가 "EBU" 색도 값에 따라 신호를 직접 인코딩하도록 명시적으로 요구했다.

#### 색상 호환성 문제
위 CIE 색도도에 표시된 색역을 참조하면, 다른 색도 간의 차이는 상당한 시각적 차이를 유발할 수 있다. 올바른 시청을 위해 색역 매핑은 LUT 또는 추가 컬러 그레이딩을 통해 이루어져야 한다. SMPTE 권장 관행 RP 167-1995는 이러한 자동 보정을 "NTSC 보정 디스플레이 매트릭스"라고 부른다. 예를 들어, 1953년 NTSC용으로 준비된 자료는 SMPTE C 또는 ATSC/BT.709 디스플레이에 표시될 때 채도가 떨어져 보일 수 있으며, 눈에 띄는 색조 변화를 보일 수도 있다. 반면에 SMPTE C 자료는 적절한 색역 매핑이 수행되지 않으면 BT.709/SRGB 디스플레이에서는 약간 더 채도가 높아 보일 수 있고, P3 디스플레이에서는 상당히 더 채도가 높아 보일 수 있다.

### 컬러 인코딩
NTSC는 1938년 조르주 발렌시(Georges Valensi)가 발명한 개념을 통합한 휘도-색차 인코딩 시스템을 사용한다. 별도의 휘도 신호를 사용하여 당시 사용 중이던 흑백 텔레비전 세트와의 하위 호환성을 유지했다. 컬러 세트만이 색차 신호를 인식했고, 흑백 세트는 이를 무시했다.
빨강, 녹색, 파랑 원색 신호 {\displaystyle (R^{\prime }G^{\prime }B^{\prime })}는 가중되어 단일 루마 신호인 {\displaystyle Y^{\prime }} (Y 프라임)로 합쳐져 원래의 모노크롬 신호를 대체한다. 색상 차이 정보는 색상 정보만 전달하는 크로미넌스 신호로 인코딩된다. 이는 흑백 수신기가 단순히 크로미넌스 신호를 무시함으로써 NTSC 색상 신호를 표시할 수 있도록 한다. 1953년 컬러 방송 도입 후 미국에서 판매된 일부 흑백 TV는 크로마를 필터링하도록 설계되었지만, 초기 흑백 세트는 그렇지 않아 채도가 높은 그림 영역에서 크로미넌스가 점 크롤 패턴으로 나타날 수 있었다.
색 정보만 포함하는 별도의 신호를 얻기 위해, 각 색 원색과 합산된 루마 간의 차이가 결정된다. 따라서 빨강 차이 신호는 {\displaystyle R^{\prime }-Y^{\prime }}이고 파랑 차이 신호는 {\displaystyle B^{\prime }-Y^{\prime }}이다. 이 차이 신호는 QAM이라는 프로세스에서 {\displaystyle I^{\prime }} (동위상) 및 {\displaystyle Q^{\prime }} (직교 위상)로 알려진 두 개의 새로운 색 신호를 파생하는 데 사용된다. {\displaystyle I^{\prime }Q^{\prime }} 색 공간은 차이 신호 색 공간에 대해 회전되어, 사람의 눈이 가장 민감한 주황-파랑 색 정보는 1.3 MHz 대역폭으로 {\displaystyle I^{\prime }} 신호로 전송되는 반면, {\displaystyle Q^{\prime }} 신호는 0.4 MHz 대역폭으로 자주-녹색 색 정보를 인코딩한다. 이는 크로미넌스 신호가 눈에 띄는 색상 저하 없이 전체 대역폭을 덜 사용하도록 허용한다. 두 신호는 각각 90도 위상 차이를 갖는 3.58 MHz 반송파를 진폭 변조하며 반송파 자체는 억제된다. 그 결과는 참조 반송파에 대한 위상과 진폭이 변하는 단일 사인파로 볼 수 있다. 변하는 위상은 TV 카메라에 의해 캡처된 순간적인 색상 색조를 나타내고, 진폭은 순간적인 색상 채도를 나타낸다. 3+51⁄88 MHz 부반송파는 휘도에 추가되어 비디오 신호 반송파를 변조하는 합성 색상 신호를 형성한다. 3.58 MHz는 3.579545 MHz 대신 약어로 자주 언급된다.
컬러 TV가 컬러 서브캐리어에서 색조 정보를 복구하려면 이전에 억제된 반송파를 대체할 제로 위상 참조가 있어야 한다. NTSC 신호는 각 수평 동기화 펄스의 백 포치에 위치한 컬러버스트로 알려진 이 참조 신호의 짧은 샘플을 포함한다. 컬러 버스트는 변조되지 않은 (순수 원래) 컬러 서브캐리어의 최소 8주기로 구성된다. TV 수신기는 로컬 발진기를 가지고 있으며, 이 발진기는 이러한 컬러 버스트와 동기화되어 참조 신호를 생성한다. 이 참조 위상 신호와 크로미넌스 신호를 결합하면 {\displaystyle I^{\prime }} 및 {\displaystyle Q^{\prime }} 신호를 복구할 수 있으며, 이 신호는 {\displaystyle Y^{\prime }} 신호와 함께 개별 {\displaystyle R^{\prime }G^{\prime }B^{\prime }} 신호로 재구성되어 이미지를 형성하기 위해 CRT로 전송된다.
CRT 텔레비전에서 NTSC 신호는 세 가지 색상 신호인 빨강, 녹색, 파랑으로 변환되며, 각 신호는 해당 빨강, 녹색 또는 파랑 형광체 점만 여기하도록 설계된 전자총을 제어한다. 디지털 회로를 가진 TV 세트는 샘플링 기술을 사용하여 신호를 처리하지만 결과는 동일하다. 아날로그 NTSC 신호를 처리하는 아날로그 및 디지털 세트 모두에서 원래의 세 가지 색상 신호는 세 가지 개별 신호(Y, I, Q)를 사용하여 전송된 다음 세 가지 개별 색상(R, G, B)으로 복구되어 컬러 이미지로 표시된다.
송신기가 NTSC 신호를 방송할 때, 설명된 NTSC 신호로 무선주파수 반송파를 진폭 변조하는 동시에, 음성 신호로 4.5 MHz 더 높은 반송파를 주파수 변조한다. 방송 신호에 비선형 디스토션이 발생하면 3+51⁄88 MHz 컬러 반송파가 음성 반송파와 비트하여 화면에 점 패턴을 생성할 수 있다. 결과 패턴을 덜 눈에 띄게 하기 위해, 설계자들은 원래 15,750 Hz 스캔 라인 속도를 1.001 (100⁄1,001%)의 계수로 줄여 오디오 반송파 주파수를 286으로 나눈 값과 일치시켜 약 59.94 Hz의 필드 속도를 얻었다. 이 조정은 음성 반송파와 컬러 서브캐리어(두 반송파의 가장 문제가 되는 인터모듈레이션 제품) 간의 차이가 라인 속도의 절반의 홀수 배수가 되도록 보장하며, 이는 연속적인 라인의 점들이 위상이 반대여서 가장 덜 눈에 띄게 되는 필수 조건이다.
59.94Hz의 비율은 다음 계산에서 파생된다. 설계자들은 휘도 신호와 크로미넌스 신호 간의 간섭을 최소화하기 위해 크로미넌스 부반송파 주파수를 라인 주파수의 n + 0.5 배로 만들기로 결정했다. (다른 표현 방식은 컬러 부반송파 주파수가 라인 주파수의 절반의 홀수 배수라는 것이다.) 그 다음, 음성 신호와 크로미넌스 신호 간의 가시적(혼변조) 간섭을 최소화하기 위해 오디오 부반송파 주파수를 라인 주파수의 정수 배수로 만들기로 결정했다. 15,750Hz의 라인 주파수와 4.5MHz의 오디오 부반송파를 가진 원래의 흑백 표준은 이러한 요구 사항을 충족하지 못하므로, 설계자들은 오디오 부반송파 주파수를 높이거나 라인 주파수를 낮춰야 했다. 오디오 부반송파 주파수를 높이면 기존(흑백) 수신기가 오디오 신호를 제대로 튜닝하지 못하게 된다. 라인 주파수를 낮추는 것은 비교적 무해한데, NTSC 신호의 수평 및 수직 동기화 정보는 수신기가 라인 주파수의 상당한 변화를 허용할 수 있도록 하기 때문이다. 따라서 엔지니어들은 컬러 표준을 위해 라인 주파수를 변경하기로 선택했다. 흑백 표준에서 오디오 부반송파 주파수와 라인 주파수의 비율은 4.5 MHz⁄15,750 Hz = 285+5⁄7이다. 컬러 표준에서는 이것이 정수 286으로 반올림되는데, 이는 컬러 표준의 라인 속도가 4.5 MHz⁄286 ≈ 15,734+266⁄1,001 Hz임을 의미한다. 필드(및 프레임)당 동일한 스캔 라인 수를 유지하면, 낮은 라인 속도는 더 낮은 필드 속도를 산출해야 한다. 초당 4,500,000⁄286 라인을 필드당 262.5 라인으로 나누면 약 초당 59.94 필드가 나온다.

### 전송 변조 방식

NTSC 컬러를 사용하는 시스템 M 텔레비전 채널의 스펙트럼

송신되는 NTSC 텔레비전 채널은 총 6 MHz의 대역폭을 차지한다. 진폭 변조되는 실제 비디오 신호는 채널의 하한선보다 500 kHz에서 5.45 MHz 사이에서 전송된다. 비디오 반송파는 채널의 하한선보다 1.25 MHz 위에 있다. 대부분의 AM 신호와 마찬가지로 비디오 반송파는 반송파 위와 아래에 두 개의 사이드밴드를 생성한다. 사이드밴드는 각각 4.2 MHz 폭이다. 전체 상위 사이드밴드는 전송되지만, 하위 사이드밴드의 1.25 MHz만 잔류 측파대로 알려진 형태로 전송된다. 컬러 부반송파는 위에서 언급했듯이 비디오 반송파보다 3.579545 MHz 위에 있으며, 억제된 반송파로 직교-진폭 변조된다. 오디오 신호는 주파수 변조되는데, 88~108 MHz 대역의 FM 라디오 방송국에서 방송되는 오디오 신호와 유사하지만, FM 대역에서 사용되는 75 kHz와 달리 최대 주파수 편이가 25 kHz이다. 이로 인해 아날로그 텔레비전 오디오 신호는 광대역 수신기에서 수신될 때 FM 라디오 신호보다 더 조용하게 들린다. 주 오디오 반송파는 비디오 반송파보다 4.5 MHz 위에 있으며, 이는 채널 상단보다 250 kHz 아래에 있다. 때로는 채널에 MTS 신호가 포함될 수 있는데, 이는 오디오 신호에 하나 또는 두 개의 부반송파를 추가하여 여러 오디오 신호를 제공하며, 각 부반송파는 라인 주파수의 배수에 동기화된다. 이는 일반적으로 스테레오 오디오 및 제2 오디오 프로그램 신호가 사용될 때이다. 동일한 확장은 ATSC에서도 사용되며, ATSC 디지털 반송파는 채널의 하한선보다 0.31 MHz 위에 방송된다.
"설정(Setup)"은 "블랙(black)" 수준과 "블랭킹(blanking)" 수준 사이의 54mV(7.5 IRE) 전압 오프셋이다. 이는 NTSC에만 해당된다. CVBS는 컬러(Color), 비디오(Video), 블랭킹(Blanking), 동기화(Sync)를 의미한다.
다음 표는 NTSC로 인코딩된 기본 RGB 색상에 대한 값을 보여준다.
| 색상   | 휘도 수준 (IRE) | 크로미넌스 수준 (IRE) | 크로미넌스 진폭 (IRE) | 위상 (º) |
| ------ | --------------- | --------------------- | --------------------- | -------- |
| 흰색   | 100.0           | 0.0                   | 0.0                   | –        |
| 노란색 | 89.5            | 48.1 to 130.8         | 82.7                  | 167.1    |
| 청록색 | 72.3            | 13.9 to 130.8         | 116.9                 | 283.5    |
| 녹색   | 61.8            | 7.2 to 116.4          | 109.2                 | 240.7    |
| 마젠타 | 45.7            | −8.9 to 100.3         | 109.2                 | 60.7     |
| 빨간색 | 35.2            | −23.3 to 93.6         | 116.9                 | 103.5    |
| 파란색 | 18.0            | −23.3 to 59.4         | 82.7                  | 347.1    |
| 검은색 | 7.5             | 0.0                   | 0.0                   | –        |

### 프레임 레이트 변환
초당 24 프레임으로 작동하는 영화와 약 29.97 (10 MHz × 63/88/455/525) 프레임/초로 작동하는 NTSC 표준 사이에는 프레임 레이트에 큰 차이가 있다.
초당 25프레임 텔레비전 및 비디오 표준을 사용하는 지역에서는 이 차이를 스피드업을 통해 극복할 수 있다.
30-fps 표준의 경우, "3:2 풀다운"이라는 프로세스가 사용된다. 한 필름 프레임은 세 개의 비디오 필드(1+1⁄2 비디오 프레임 지속)로 전송되고, 다음 프레임은 두 개의 비디오 필드(1 비디오 프레임 지속)로 전송된다. 따라서 두 개의 필름 프레임은 다섯 개의 비디오 필드로 전송되어 필름 프레임당 평균 2+1⁄2 비디오 필드가 된다. 따라서 평균 프레임 레이트는 60 ÷ 2.5 = 24 프레임/초이며, 필름의 평균 속도는 명목상 정확히 맞다. (실제로는 한 시간의 실제 시간 동안 215,827.2개의 비디오 필드가 표시되며, 이는 86,330.88 프레임의 필름을 나타내고, 24-fps 필름 투사 한 시간 동안에는 정확히 86,400 프레임이 표시된다. 따라서 24-fps 필름의 29.97-fps NTSC 전송은 필름의 정상 속도의 99.92%로 실행된다.) 재생 중 정지 프레임은 두 개의 다른 필름 프레임에서 가져온 필드를 가진 비디오 프레임을 표시할 수 있으므로, 프레임 간의 차이는 급격한 앞뒤 깜박임으로 나타날 수 있다. 느린 카메라 패닝 중에도 눈에 띄는 흔들림/"끊김"이 있을 수 있다 (텔레시네 저더).
NTSC 텔레비전용으로 특별히 촬영된 영화는 3:2 풀다운을 피하기 위해 일반적으로 초당 30프레임(24프레임 대신)으로 촬영된다.
NTSC 장비에서 25-fps 자료(예: 유럽 텔레비전 시리즈 및 일부 유럽 영화)를 표시하기 위해 매 다섯 번째 프레임이 복제된 다음 결과 스트림이 비월 주사된다.
24프레임/초로 NTSC 텔레비전용으로 촬영된 영화는 전통적으로 25프레임/초 텔레비전 표준을 사용하는 지역에서 전송을 위해 1/24 (정상 속도의 약 104.17%) 가속되었다. 이러한 그림 속도 증가는 전통적으로 오디오의 피치 및 템포의 유사한 증가를 동반했다. 최근에는 프레임 혼합을 사용하여 24프레임/초 비디오를 속도 변경 없이 25프레임/초로 변환한다.
25-fps 텔레비전 표준을 사용하는 지역의 텔레비전용으로 촬영된 영화는 두 가지 방법 중 하나로 처리할 수 있다.
- 영화는 초당 24프레임으로 촬영될 수 있다. 이 경우, 해당 지역에서 전송될 때 영화는 위에서 설명한 아날로그 기술에 따라 25fps로 가속되거나, 위에서 설명한 디지털 기술에 따라 24fps로 유지될 수 있다. 동일한 영화가 공칭 30fps 텔레비전 표준을 사용하는 지역에서 전송될 때 속도, 템포 및 피치에 눈에 띄는 변화는 없다.
- 영화는 초당 25프레임으로 촬영될 수 있다. 이 경우, 해당 지역에서 전송될 때 영화는 정상 속도로 상영되며, 동반 사운드트랙은 변경되지 않는다. 동일한 영화가 30fps 공칭 텔레비전 표준을 사용하는 지역에서 상영될 때, 매 다섯 번째 프레임이 복제되며, 속도, 템포 및 피치에 눈에 띄는 변화는 여전히 없다.

두 필름 속도 모두 25-fps 지역에서 사용되었기 때문에, 시청자들은 해당 지역의 텔레비전 영화에서 비디오와 오디오의 실제 속도, 그리고 목소리, 음향 효과, 음악 공연의 피치에 대해 혼란을 겪을 수 있다. 예를 들어, 1980년대와 1990년대 초반에 제작된 제러미 브렛의 셜록 홈즈 텔레비전 영화 시리즈가 24fps로 촬영된 후 25-fps 지역에서 인위적으로 빠른 속도로 전송되었는지, 아니면 25fps로 촬영된 후 NTSC 상영을 위해 24fps로 느려졌는지 궁금해할 수 있다.
이러한 불일치는 공중파 및 케이블을 통한 텔레비전 방송뿐만 아니라 테이프 및 디스크를 포함한 홈 비디오 시장, 레이저디스크 및 DVD에서도 존재한다.
아날로그 전신을 대체하고 있는 디지털 텔레비전 및 비디오는 더 넓은 범위의 프레임 레이트를 수용할 수 있는 단일 표준임에도 불구하고 여전히 아날로그 지역 표준의 한계를 보여준다. 예를 들어, ATSC 표준의 초기 버전은 초당 23.976, 24, 29.97, 30, 59.94, 60, 119.88, 120프레임 레이트를 허용했지만 25와 50은 허용하지 않았다. 현대 ATSC는 25와 50프레임/초를 허용한다.

### 아날로그 위성 전송을 위한 변조
위성 전력은 심하게 제한되어 있기 때문에 위성을 통한 아날로그 비디오 전송은 지상파 TV 전송과 다르다. AM은 선형 변조 방식이므로 주어진 복조 신호 대 잡음비 (SNR)는 동일하게 높은 수신 RF SNR을 요구한다. 스튜디오 품질 비디오의 SNR은 50 dB 이상이므로 AM은 엄청나게 높은 전력 및 대형 안테나를 필요로 할 것이다.
대신 광대역 FM이 RF 대역폭을 전력 감소와 맞바꾸는 데 사용된다. 채널 대역폭을 6 MHz에서 36 MHz로 늘리면 RF SNR이 10 dB 이하로 줄어든다. 더 넓은 노이즈 대역폭은 36 MHz / 6 MHz = 8 dB만큼 이 40 dB 전력 절약을 감소시켜 총 32 dB의 상당한 순 감소를 가져온다.
음성은 지상파 전송과 마찬가지로 FM 부반송파를 사용하지만, 음성/영상 간섭을 줄이기 위해 4.5 MHz 이상의 주파수를 사용한다. 6.8, 5.8, 6.2 MHz가 일반적으로 사용된다. 스테레오는 다중화, 개별 또는 매트릭스가 될 수 있으며 관련 없는 오디오 및 데이터 신호는 추가 부반송파에 배치될 수 있다.
변조 전에 삼각 60 Hz 에너지 분산 파형이 합성 기저 대역 신호(비디오 및 오디오 및 데이터 부반송파)에 추가된다. 이는 비디오 신호가 손실될 경우 위성 다운링크 전력 스펙트럼 밀도를 제한한다. 그렇지 않으면 위성이 모든 전력을 단일 주파수에서 전송하여 동일한 주파수 대역의 지상 마이크로파 링크를 방해할 수 있다.
하프 트랜스폰더 모드에서는 합성 기저 대역 신호의 주파수 편차가 18 MHz로 줄어들어 36 MHz 트랜스폰더의 다른 절반에 다른 신호가 허용된다. 이로 인해 FM 이득이 다소 감소하며, 위성 트랜스폰더에서 상호 변조 왜곡을 피하기 위해 결합된 신호 전력을 "역감쇠"해야 하므로 복구된 SNR은 더욱 감소한다. 단일 FM 신호는 진폭이 일정하므로 왜곡 없이 트랜스폰더를 포화시킬 수 있다.

### 필드 순서
NTSC 프레임은 두 개의 필드, F1 (필드 1)과 F2 (필드 2)로 구성된다. 필드 도미넌스는 다양한 장비 제조업체의 결정과 역사적 관례를 포함한 여러 요소의 조합에 따라 달라진다. 그 결과, 대부분의 전문 장비는 상위 필드 또는 하위 필드 중에서 지배적인 필드를 전환할 수 있는 옵션을 제공한다. 필드를 이야기할 때 짝수 또는 홀수라는 용어를 사용하는 것은 상당한 모호함으로 인해 권장되지 않는다. 예를 들어 특정 시스템의 라인 번호 매김이 0에서 시작하는 반면 다른 시스템은 1에서 시작하는 경우, 동일한 필드가 짝수 또는 홀수가 될 수 있다.
아날로그 텔레비전 수상기는 필드 지배력 자체에 신경 쓰지 않지만, NTSC 비디오를 편집할 때 필드 지배력이 중요하다. 필드 순서를 잘못 해석하면 움직이는 물체가 각 연속 필드에서 앞뒤로 점프하여 떨리는 효과가 발생할 수 있다.
이는 비월 주사 방식 NTSC가 다른 필드 지배력을 가진 형식으로 변환될 때 특히 중요하다. 필드 순서는 또한 프로그레시브 비디오를 비월 주사 방식 NTSC로 변환할 때도 중요하다. 프로그레시브 비디오에서 두 장면 사이에 컷이 있는 경우, 필드 지배력이 잘못되면 비월 주사 방식 비디오에 플래시 필드가 나타날 수 있기 때문이다. 3:2 풀 다운이 24프레임을 30프레임으로 변환하는 데 사용되는 필름 텔레시네 과정에서도 필드 순서가 잘못되면 허용할 수 없는 결과가 나타난다.
각 필드는 비월 주사 카메라로 캡처된 자료에 대해 시간적으로 고유하므로, 비월 주사 방식을 디지털 프로그레시브 프레임 매체로 변환하는 것은 어렵다. 각 프로그레시브 프레임에는 모든 교대 라인에 움직임의 아티팩트가 있기 때문이다. 이는 PC 기반 비디오 재생 유틸리티에서 관찰할 수 있으며, 종종 비디오를 절반 해상도로 변환하고 두 개의 사용 가능한 필드 중 하나만 사용하여 간단히 해결된다.

## 변형

### NTSC-M
PAL 및 SECAM과는 달리, 전 세계적으로 사용되는 다양한 기본 텔레비전 방송 시스템과 함께, NTSC 컬러 인코딩은 거의 항상 방송 시스템 M과 함께 사용되며 NTSC-M을 생성한다.

### NTSC-N 및 NTSC 50
NTSC-N은 원래 1960년대에 CCIR에 PAL을 선택하기 전 파라과이, 우루과이, 아르헨티나의 시스템 N 국가를 위한 50Hz 방송 방식으로 제안되었다. 1978년 Apple II Europlus의 도입과 함께, 625라인 비디오와 3.58MHz NTSC 컬러를 결합한 "NTSC 50"이라는 의사 시스템으로 효과적으로 재도입되었다. 예를 들어, NTSC 컬러 디스플레이에서 PAL 소프트웨어를 실행하는 아타리 ST는 모니터가 PAL 컬러를 디코딩할 수 없었기 때문에 이 시스템을 사용했다. V-Hold 노브가 있는 대부분의 아날로그 NTSC 텔레비전 세트와 모니터는 수직 홀드를 조정한 후 이 시스템을 표시할 수 있다.

### NTSC-J
일본의 변형인 "NTSC-J"만 약간 다르다. 일본에서는 신호의 블랙 레벨과 블랭킹 레벨이 PAL과 마찬가지로 동일하게(0 IRE) 설정되어 있는 반면, 미국 NTSC에서는 블랙 레벨이 블랭킹 레벨보다 약간 높다(7.5 IRE). 차이가 매우 작기 때문에, 밝기 노브를 살짝 돌리는 것만으로도 어떤 세트에서도 "다른" NTSC 변형을 올바르게 표시할 수 있으며, 대부분의 시청자는 처음에는 차이를 알아차리지 못할 수도 있다. NTSC-J의 채널 인코딩은 NTSC-M과 약간 다르다. 특히, 일본의 VHF 대역은 1-12번 채널(76-90 MHz 일본 FM 라디오 대역 바로 위 주파수에 위치)에서 작동하는 반면, 북미 VHF TV 대역은 2-13번 채널(54-72 MHz, 76-88 MHz, 174-216 MHz)을 사용하며 88-108 MHz는 FM 라디오 방송에 할당되어 있다. 따라서 일본의 UHF TV 채널은 13번부터 시작하며 14번부터 시작하지 않지만, 그 외에는 북미와 동일한 UHF 방송 주파수를 사용한다.

### NTSC 4.43
NTSC 4.43은 3.58 MHz 대신 4.43 MHz의 NTSC 컬러 부반송파를 전송하는 의사 시스템이다. 결과 출력은 해당 의사 시스템을 지원하는 TV(대부분의 PAL TV와 같이)에서만 볼 수 있다. 신호를 디코딩하기 위해 원래의 NTSC TV를 사용하면 색상이 나타나지 않는 반면, 호환되지 않는 PAL TV를 사용하여 시스템을 디코딩하면 불규칙한 색상(빨강이 부족하고 무작위로 깜박이는 것으로 관찰됨)이 나타난다. 이 형식은 냉전 당시 독일 주둔 미 공군 TV와 홍콩 케이블 텔레비전에서 사용되었다. 또한 PAL 시스템이 사용되는 시장에서 판매되는 일부 레이저디스크 플레이어에 선택적 출력으로 제공되었다.
NTSC 4.43 시스템은 방송 형식이 아니지만, 소니 3/4인치 U-Matic 형식을 시작으로 베타맥스 및 VHS 형식 기계까지 "PAL TV에서 NTSC 재생"으로 흔히 광고되는 PAL 카세트 형식 VCR의 재생 기능으로 가장 자주 나타난다.
멀티 표준 비디오 모니터는 이미 PAL, SECAM 및 NTSC 비디오 형식의 방송 소스를 수용하기 위해 유럽에서 사용 중이었다. U-Matic, 베타맥스 및 VHS의 헤테로다인 컬러 언더 프로세스는 NTSC 형식 카세트를 수용하기 위해 VCR 플레이어를 약간 수정하는 데 적합했다. VHS의 컬러 언더 형식은 629 kHz 부반송파를 사용하는 반면, U-Matic 및 베타맥스는 NTSC 및 PAL 형식 모두에서 진폭 변조된 크로마 신호를 전달하기 위해 688 kHz 부반송파를 사용한다. VCR은 PAL 컬러 모드를 사용하여 NTSC 녹화의 컬러 부분을 재생할 준비가 되었으므로, PAL 스캐너 및 캡스턴 속도는 PAL의 50 Hz 필드 속도에서 NTSC의 59.94 Hz 필드 속도로 조정되어야 했으며, 더 빠른 선형 테이프 속도도 필요했다.
PAL VCR의 변경 사항은 기존 VCR 녹화 형식 덕분에 미미하다. NTSC 카세트를 NTSC 4.43 모드로 재생할 때 VCR의 출력은 PAL 호환 헤테로다인 컬러로 525라인/29.97프레임/초이다. 멀티 표준 수신기는 이미 NTSC H 및 V 주파수를 지원하도록 설정되어 있으며, PAL 컬러를 수신하면서 그렇게 해야 한다.
이러한 멀티 표준 수신기의 존재는 아마도 DVD의 지역 코딩을 추진하는 동기가 되었을 것이다. 모든 디스플레이 형식에 대해 디스크의 컬러 신호가 구성 요소이므로, 디스플레이가 프레임 속도 호환만 된다면 PAL DVD 플레이어가 NTSC(525/29.97) 디스크를 재생하는 데 거의 변경이 필요하지 않을 것이다.

### OSKM (USSR-NTSC)
1960년 1월, (수정된 SECAM 버전 채택 7년 전) 모스크바의 실험 TV 스튜디오는 OSKM 시스템을 사용하여 방송을 시작했다. OSKM은 유럽 D/K 625/50 표준에 적용된 NTSC 버전이었다. OSKM 약어는 "직교 변조를 사용한 동시 시스템"(러시아어: Одновременная Система с Квадратурной Модуляцией)을 의미한다. 나중에 PAL에서 사용된 컬러 코딩 방식(I와 Q 대신 U와 V)을 사용했다.
컬러 부반송파 주파수는 4.4296875 MHz였고 U 및 V 신호의 대역폭은 약 1.5 MHz였다. 약 4000대의 4개 모델 TV(라두가, 템프-22, 이즈무루드-201, 이즈무루드-203)만 TV 수신의 실제 품질을 연구하기 위해 생산되었다. 이 TV들은 소련의 무역 네트워크를 위한 상품 카탈로그에 포함되었음에도 불구하고 상업적으로는 이용할 수 없었다.
이 시스템을 사용한 방송은 약 3년 동안 지속되었고 소련에서 SECAM 전송이 시작되기 훨씬 전에 중단되었다. 현재의 멀티 표준 TV 수신기 중 이 TV 시스템을 지원하는 것은 없다.

### NTSC-film
초당 24 프레임으로 흔히 촬영되는 필름 콘텐츠는 필요에 따라 프레임을 복제하기 위해 텔레시네 과정을 통해 초당 30 프레임으로 변환할 수 있다.
{\displaystyle {\frac {23.976}{29.97}}={\frac {4}{5}}}
수학적으로 NTSC의 경우, 이는 매 네 번째 프레임만 복제하면 되므로 비교적 간단하다. 다양한 기술이 사용된다. 실제 프레임 레이트가 24⁄1.001 (약 23.976) 프레임/초인 NTSC는 종종 NTSC-film으로 정의된다. 풀업(pulldown으로도 알려짐)이라는 프로세스는 재생 시 복제된 프레임을 생성한다. 이 방법은 H.262/MPEG-2 Part 2 디지털 비디오에 일반적이므로 원본 콘텐츠는 보존되고 이를 표시할 수 있는 장비에서 재생되거나 표시할 수 없는 장비용으로 변환될 수 있다.

## 비교 품질

SMPTE 컬러바, 테스트 패턴의 예

NTSC의 경우, 그리고 PAL의 경우에도, 수신 문제는 그림의 색상 정확도를 저하시킬 수 있으며, 고스팅은 그림 내용에 따라 컬러 버스트의 위상을 동적으로 변경하여 신호의 색상 균형을 변경할 수 있다. 유일한 수신기 보정은 케이블 회사에서 사용하는 전문 TV 수신기 고스트 제거 회로에 있다. 1960년대까지 텔레비전에 사용된 진공관 전자 장치는 다양한 기술적 문제를 야기했다. 무엇보다도 컬러 버스트 위상이 자주 표류했다. 또한, TV 스튜디오는 항상 제대로 전송하지 않아 채널이 변경될 때 색조 변화가 발생했는데, 이것이 NTSC 텔레비전에 틴트 컨트롤이 장착된 이유이다. PAL 및 SECAM 텔레비전은 그럴 필요가 적었다. 특히 SECAM은 매우 견고했지만, PAL은 시청자가 특히 민감하게 반응하는 피부색을 유지하는 데 탁월했지만, 위상 오류에 직면하면 다른 색상을 왜곡했다. 위상 오류가 발생하면 "디럭스 PAL" 수신기만 "하노버 바" 왜곡을 제거했다. 색조 컨트롤은 여전히 NTSC TV에서 볼 수 있지만, 색상 표류는 1970년대 이후 현대 회로에서는 더 이상 문제가 되지 않았다. 특히 PAL과 비교할 때, NTSC 색상 정확도와 일관성은 때때로 열등하다고 여겨져 비디오 전문가와 텔레비전 엔지니어들은 NTSC를 Never The Same Color, Never Twice the Same Color, 또는 No True Skin Colors라고 농담조로 불렀고, 더 비싼 PAL 시스템에 대해서는 Pay for Additional Luxury가 필요하다고 했다.
S-비디오 시스템에서 NTSC 코딩 컬러를 사용하는 것과 폐쇄 회로 컴포지트 NTSC를 사용하는 것은 모두 위상 왜곡을 제거하는데, 이는 폐쇄 회로 시스템에서 컬러 버스트를 번지게 하는 수신 고스팅이 없기 때문이다. VHS 비디오 테이프에서 세 가지 컬러 시스템이 이 방식을 사용할 때의 수평축 및 프레임 레이트를 보면, S-비디오를 사용하면 고품질 모션 보상 콤 필터링 섹션이 없는 모니터 및 TV에서 더 높은 해상도 화질을 제공한다. (NTSC의 수직축 해상도는 유럽 표준인 625라인보다 낮은 525라인이다.) 그러나 이는 공중파 전송에 너무 많은 대역폭을 사용한다. 아타리 800 및 코모도어 64 가정용 컴퓨터는 S-비디오를 생성하지만, 당시 어떤 TV도 표준 RCA 잭에 별도의 크로마 및 루마를 지원하지 않았기 때문에 특수 설계된 모니터와 함께 사용해야만 가능했다. 1987년에는 S-VHS 플레이어 도입과 함께 S-비디오 입력을 위한 표준화된 4핀 미니 DIN 소켓이 도입되었으며, 이는 4핀 플러그를 사용한 최초의 장치였다. 그러나 S-VHS는 그다지 인기를 얻지 못했다. 1990년대에는 비디오 게임 콘솔에서도 S-비디오 출력을 제공하기 시작했다.

## 수직 간격 참조
표준 NTSC 비디오 이미지는 일부 라인(각 필드의 1-21라인)이 보이지 않는다(이를 수직 귀선 기간 또는 VBI라고 한다). 이 모든 라인은 보이는 이미지의 가장자리 밖에 있지만, 1-9라인만 수직 동기 및 등화 펄스에 사용된다. 나머지 라인은 원래 NTSC 사양에서 의도적으로 비어있었는데, 이는 CRT 화면의 전자빔이 디스플레이 상단으로 돌아오는 시간을 제공하기 위함이었다.
1980년대에 널리 채택된 VIR (Vertical interval reference)은 19라인에 휘도 및 색도 수준에 대한 스튜디오 삽입 참조 데이터를 추가하여 NTSC 비디오의 일부 색상 문제를 수정하려고 시도한다. 적절히 장착된 텔레비전 세트는 이러한 데이터를 사용하여 디스플레이를 원래 스튜디오 이미지와 더 가깝게 조정할 수 있었다. 실제 VIR 신호는 세 부분으로 구성되어 있으며, 첫 번째 부분은 70%의 휘도와 컬러 버스트 신호와 동일한 색도를 가지며, 다른 두 부분은 각각 50%와 7.5%의 휘도를 갖는다.
덜 사용되는 VIR의 후속작인 GCR은 고스트(멀티패스 간섭) 제거 기능도 추가했다.
나머지 수직 귀선 기간 라인은 일반적으로 데이터 방송 또는 비디오 편집 타임스탬프 (수직 귀선 기간 시간 부호 또는 SMPTE 타임코드 12-14 라인), 테스트 데이터 17-18 라인, 네트워크 소스 코드 20 라인, 클로즈드 캡션, XDS, V칩 데이터 21 라인에 사용된다. 초기 텔레텍스트 애플리케이션도 수직 귀선 기간 14-18 라인 및 20 라인을 사용했지만, NTSC를 통한 텔레텍스트는 시청자들에게 널리 채택되지 않았다.
많은 방송국은 VBI 라인에 전자 프로그램 안내를 위한 TV Guide On Screen (TVGOS) 데이터를 전송한다. 시장의 주요 방송국은 4라인의 데이터를 방송하고, 보조 방송국은 1라인을 방송한다. 대부분의 시장에서는 PBS 방송국이 주요 호스트이다. TVGOS 데이터는 10-25라인 중 어느 라인이라도 차지할 수 있지만, 실제로는 11-18, 20 및 22라인으로 제한된다. 22라인은 다이렉TV와 CFPL-TV의 두 방송에서만 사용된다.
티보 데이터는 일부 상업 광고 및 프로그램 광고에도 전송되어 고객이 광고되는 프로그램을 자동 녹화할 수 있도록 하며, 티보 프로모션 및 광고주를 강조하는 아이온 텔레비전 및 디스커버리 채널의 주간 30분 유료 프로그램에도 사용된다.

## NTSC를 사용한 적이 있거나 사용하고 있는 국가
| - 아메리칸사모아 - 앵귈라 - 앤티가 바부다 - 아루바 - 바하마 - 바베이도스 - 벨리즈 - 버뮤다 - 볼리비아 - 보네르섬 - 영국령 버진아일랜드 - 영국령 인도양 지역 - 캐나다 - 카리브 네덜란드 - 케이맨 제도 - 칠레 - 콜롬비아 - 코스타리카 - 쿠바 - 퀴라소 - 도미니카 연방 - 도미니카 공화국 - 에콰도르 - 엘살바도르 - 그레나다 - 괌 - 과테말라 - 가이아나 - 아이티 - 온두라스 - 자메이카 - 대한민국 | - 마셜 제도 - 멕시코 - 몬트세랫 - 미크로네시아 연방 - 미드웨이 환초 (미 군사기지) - 미얀마 - 니카라과 - 북마리아나 제도 - 팔라우 - 파나마 - 페루, - 필리핀 - 푸에르토리코 - 세인트키츠 네비스 - 세인트루시아 - 생피에르 미클롱 - 세인트빈센트 그레나딘 - 신트마르턴 - 수리남 - 트리니다드토바고 - 터크스 케이커스 제도 - 미국 - 파나마 - 미국령 버진아일랜드 - 베네수엘라 |

### 실험적
- 브라질
- 파라과이
- 영국

### NTSC 사용을 중단한 국가 및 영토
| 국가     | NTSC에서 전환한 대상 | 전환 완료 시점                                                          |
| -------- | -------------------- | ----------------------------------------------------------------------- |
| 버뮤다   | DVB-T                | 2016년 3월                                                              |
| 캐나다   | ATSC                 | 2011년 8월 31일 (선별 시장)                                             |
| 일본     | ISDB-T               | 2012년 3월 31일                                                         |
| 대한민국 | ATSC                 | 2012년 12월 31일                                                        |
| 멕시코   | ATSC                 | 2015년 12월 31일 (Full Power Stations)                                  |
| 중화민국 | DVB-T                | 2012년 6월 30일                                                         |
| 미국     | ATSC                 | 2009년 6월 12일 (Full Power Stations) 2015년 9월 1일 (Class-A Stations) |

## 같이 보기
- PAL
- SÉCAM